# Daryl Janmaat
Daryl Janmaat (* 22. července 1989 Leidschendam) je bývalý nizozemský profesionální fotbalista, který hrával na pozici středního obránce. Svoji hráčskou kariéru ukončil v roce 2022 v nizozemském klubu Daryl Janmaat. Mezi lety 2012 a 2018 odehrál 34 utkání v dresu nizozemské reprezentace. Účastník Mistrovství světa 2014 v Brazílii.

## Klubová kariéra
Janmaat hrál v Nizozemsku na mládežnické úrovni za Feyenoord. Profi kariéru zahájil v dresu druholigového klubu ADO Den Haag v létě 2007, kde odehrál jednu sezónu 2007/08. V červenci 2008 přestoupil do prvoligového SC Heerenveen, s nímž vyhrál hned v první sezóně 2008/09 nizozemský fotbalový pohár (KNVB beker).
Po vypršení čtyřleté smlouvy odešel v červenci 2012 jako volný hráč do Feyenoordu, kde již působil v mládí.
Před začátkem sezóny 2014/15 přestoupil v červenci 2014 do týmu anglické Premier League Newcastle United FC. Newcastle v sezóně 2015/16 sestoupil do Football League Championship, nicméně Janmaat zůstal pro sezónu 2016/17 v Premier League, neboť přestoupil do Watford FC.

## Reprezentační kariéra
Daryl Janmaat byl členem nizozemských mládežnických výběrů v kategoriích U20 a U21 (Jong Oranje – nizozemská jedenadvacítka).
V nizozemském reprezentačním A-mužstvu debutoval pod trenérem Louisem van Gaalem 7. září 2012 v kvalifikačním zápase proti Turecku v Amsterdam Areně. Nastoupil v základní sestavě a odehrál první poločas, Nizozemci vyhráli 2:0.
Trenér Louis van Gaal jej vzal na Mistrovství světa 2014 v Brazílii. Nizozemci se dostali do boje o třetí místo proti Brazílii, vyhráli 3:0 a získali bronzové medaile.